# سكيب براون
سكيب براون (21 يناير 1955 في الولايات المتحدة - ) (بالإنجليزية: Skip Brown)‏ هو لاعب كرة سلة أمريكي في مركز هجوم خلفي. لعب مع Wake Forest Demon Deacons men's basketball ‏.

## وصلات خارجية
- سكيب براون على موقع سبورتس رفرنس (الإنجليزية)
- سكيب براون على موقع كلية كرة السلة في سبورتس رفرنس.كوم (الإنجليزية)
- سكيب براون على موقع ريلجم (الإنجليزية)